# Vičenec

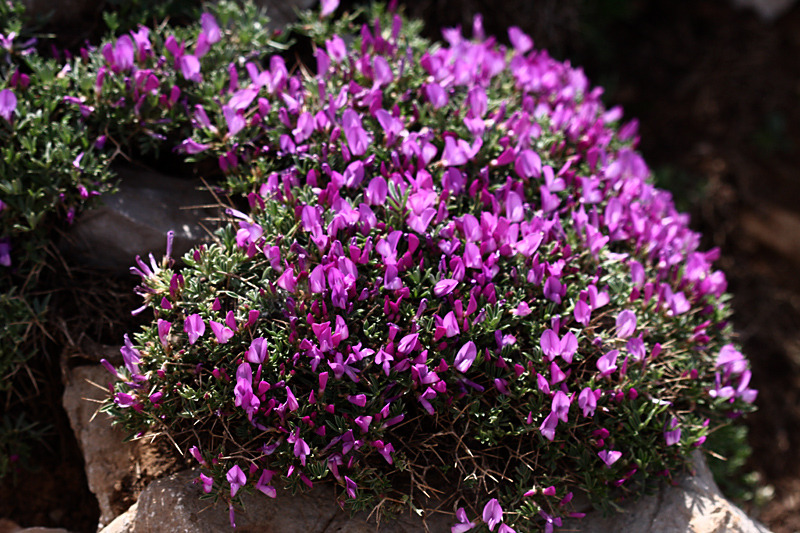
Vičenec Onobrychis cornuta

Vičenec (Onobrychis) je rod rostlin z čeledi bobovité. Vičence jsou byliny se zpeřenými listy, motýlovitými květy v dlouze stopkatých hroznech a jednosemennými plody. Vyskytují se v počtu asi 130 druhů od Středomoří po Střední Asii. V České republice se vyskytují 2 druhy: vičenec ligrus a vičenec písečný.

## Popis
Vičence jsou jednoleté nebo vytrvalé byliny, řidčeji polokeře s lichozpeřenými listy složenými ze vstřícných celokrajných lístků. Palisty jsou blanité a většinou srostlé. Květy jsou purpurové, růžové nebo bledě žluté, v dlouze stopkatých úžlabních nebo zdánlivě vrcholových hroznech. Kalich je zvonkovitý, s víceméně stejně dlouhými cípy. Tyčinky jsou dvoubratré (9+1). Semeník je přisedlý a obsahuje pouze 1 až 2 vajíčka. Čnělka je nitkovitá, s hlavatou bliznou. Plody jsou obvykle jednosemenné, nepukavé, va vrcholu protažené v krátký silný zobánek, s vystouplými žilkami které vybíhají v silné ostny.

## Rozšíření
Vičence jsou rozšířeny v počtu asi 130 druhů v Evropě, severní Africe, Etiopii a jihozápadní a střední Asii. Nejvíce druhů se vyskytuje v Asii v oblasti od Kavkazu po západní Himálaj.
V České republice se vyskytují 2 druhy vičenců. Vičenec ligrus byl od konce 18. století pěstován jako pícnina a v dnešní době je již v teplejších oblastech zcela zdomácnělý. Vičenec písečný se vyskytuje především na jižní Moravě.
V Evropě se vyskytuje dohromady 27 druhů. Nejvíce druhů se vyskytuje ve Středomoří, kde mají rozsáhlejší areál výskytu zejména druhy Onobrychis aequidentata, O. arenaria, O. caput-galli, ve východní části i O. gracilis. Většina evropských druhů vičenců má spíše omezený areál výskytu nebo se jedná o endemity. V Alpách roste v subalpínském stupni Onobrychis montana, v montánním stupni O. arenaria, O. viciifolia a v jihozápadní části i O. supina a O. saxatilis. V Pyrenejích zasahuje do nejvyšších poloh místní endemit Onobrychis pyrenaica a O. supina (až 2100 metrů), v nižších polohách roste O. saxatilis a O. argentea subsp. hispanica.

## Obsahové látky
Vičence obsahují zejména v semenech jedovaté neproteinové aminokyseliny, např. kanavanin, některé druhy obsahují také cyklitoly, např. pinitol.

## Zástupci
- vičenec horský (Onobrychis montana)
- vičenec kohoutí hlava (Onobrychis caput-galli)
- vičenec kohoutí hřebínek (Onobrychis crista-galli)
- vičenec ligrus (Onobrychis viciifolia)
- vičenec písečný (Onobrychis arenaria)
- vičenec žilnatý (Onobrychis venosa)

## Význam
Vičenec ligrus je považován za jednu z nejhodnotnějších pícnin a je v Evropě pěstován již od 16. století. V Asii je pěstován také k ochraně půdy a vody.